# Phyllonorycter olivaeformis
Phyllonorycter olivaeformis là một loài bướm đêm thuộc họ Gracillariidae. Loài này sinh sống ở Hoa Kỳ (Maine, New York và Ohio)
Sải cánh khoảng 6,5 mm.
Ấu trùng ăn Carya illinoinensis và Carya olivaeformis. Chúng ăn lá cây nơi chúng làm tổ.